# Radio WAF
Radio WAF ist das Lokalradio des Kreises Warendorf. Es ging im Jahre 1992 auf Sendung und bekam seine Lizenz von der Landesanstalt für Medien Nordrhein-Westfalen (LfM). Chefredakteur ist Frank Haberstroh. Radio WAF spielt aktuelle Hits und auch Hits der letzten vier Dekaden.

## Sendungen
Von Montag bis Freitag sendet Radio WAF die Frühsendung Am Morgen (bis 8. Januar 2010 Hallo Wach) von 6 bis 10 Uhr. Seit August 2022 wird sie von Ina Atig und Simon Pannock moderiert. Bis Ende November 2023 im Wechsel mit Alica Klinnert und Markus Bußmann. Ende November 2023 verließ Markus Bußmann Radio Waf nach fast 27 Jahren. Sein Nachfolger wurde im Januar 2024 Sven Sandbothe. Danach folgt Radio WAF am Vormittag von 10 bis 14 Uhr mit Jenny Heimann oder Ina Atig. Ab 14 Uhr folgt der Nachmittag (bis 8. Januar 2010 Feierabend) bis 18 Uhr. Im Anschluss erfolgt um 20 Uhr für eine Stunde der Bürgerfunk.
Donnerstags findet von 18 bis 19 Uhr die Sendung Standort Hier statt, eine lokale Wirtschaftssendung. Um 18:30 Uhr gibt es lokale Wirtschaftsnachrichten.
Seit Juni 2012 gibt es mit der Sendung radio waf deinfm jeden Freitag und Samstag ab 20 Uhr eine lokale Jugend/Partysendung bei Radio WAF. deinfm waf wird in der Regel von Simon Pannock moderiert. Die Sendung besteht aus Veranstaltungstipps, viel Musik und Kurz-Rubriken wie etwa „Trendscout“. Seit dem 7. Januar 2018 sendet radioWAF deinfm auch am Sonntag von 18 bis 20 Uhr. Seit dem 1. März 2019 läuft auch montags bis donnerstags von 21 bis 0 Uhr radioWAF deinfm.
Am Wochenende wird samstags von 8 bis 16 Uhr lokal gesendet. Am Sonntag 9–12 Uhr und die lokale Sportsendung Radio WAF Sport am Sonntag (bis 10. Januar 2010 Eintritt frei) von 17 bis 18 Uhr. Die restlichen Sendungen stammen vom NRW-Mantelprogramm.

## Lokalnachrichten
Radio WAF sendet von Montag bis Freitag von 6:30 bis 19:30 Uhr stündlich Lokalnachrichten, am Samstag von 7:30 – 12:30 Uhr.

## Reporter
Die bekanntesten Lokalreporter von Radio WAF sind Simon Pannock, Ina Atig, Simone Reher und Ralf Bosse.

## Comedy
Die bekannteste Comedy bei Radio WAF ist "Elvis Eifel". Außerdem läuft von Montag bis Samstag immer um 9:15 Uhr die eingekaufte Serie "Baumann & Clausen". Weitere Comedy-Formate sind "Atze Schröder", "Jogis SMS".

## Reichweite
Radio WAF erreichte bei der E.M.A. 2023 I täglich rund 94.000 Hörer im Kreis Warendorf und hat eine Einschaltquote (Montag–Freitag) von 40,2 %. Radio WAF liegt damit vor den öffentlich-rechtlichen Sendern Eins Live und WDR 2.

## Unternehmen
Die programmliche Verantwortung für Radio WAF liegt gemäß dem Landesmediengesetz NRW bei der Veranstaltergemeinschaft für Lokalfunk im Kreis Warendorf e. V., welche sich aus Vertretern gesellschaftlich relevanter Gruppen des Kreises zusammensetzt.
Die wirtschaftliche Verantwortung obliegt der Radio Warendorf Betriebsgesellschaft mbH & Co. KG. Beteiligt sind die Zeitungsverlage Die Glocke, Verlag Aschendorff sowie einige Kommunen im Kreis Warendorf.
Die technischen und betriebswirtschaftlichen Aufgaben sind zum großen Teil an den in Bielefeld ansässigen Full-Service-Dienstleister Audio Media Service (ams) ausgelagert.

## Mantelprogramm
Das Restprogramm und die Weltnachrichten zur vollen Stunde werden außerhalb der lokalen Sendezeiten vom Mantelprogrammanbieter Radio NRW übernommen. Radio NRW beliefert 45 NRW-Lokalstationen mit einem 24-stündigen Mantelprogramm, auf das jederzeit zugegriffen werden kann. Radio WAF wird jedoch von der Landesanstalt für Medien Nordrhein-Westfalen (LfM) eine bestimmte lokale Sendezeit vorgeschrieben. Als Gegenleistung sendet Radio WAF stündlich einen Werbeblock des NRW-Mantelprogramms. Als Musikformat gilt das von Radio NRW vorgeschriebene Adult Contemporary (AC), das die 19- bis 49-jährigen Hörer zur Zielgruppe hat. Auch die Musikauswahl wird zum großen Teil von Radio NRW vorgegeben. Dies geschieht genauso zu den lokalen Sendezeiten. Radio NRW bestimmt, zu welcher Zeit welcher Titel läuft. Die Stationskennung „Radio WAF“ sowie ähnliche IDs außerhalb der lokalen Sendezeiten werden im zu dieser Zeit meist unbesetzten Sendestudio in Warendorf  automatisch durch ein Fernwirksignal aus Oberhausen ausgelöst, wie es auch bei allen anderen Lokalradios in NRW üblich ist.
Die Programmzulieferung erfolgt über Satellit. Wird bei schlechtem Wetter der Empfang beeinträchtigt, so wird automatisch auf eine zusätzliche ISDN-Leitung nach Oberhausen umgeschaltet.

## Zwei-Säulen-Modell
Das Landesrundfunkgesetz in NRW schreibt den Lokalradios den Betrieb im sogenannten Zwei-Säulen-Modell vor. Durch dieses Modell werden Programm und wirtschaftliche Verantwortung mit dem Ziel voneinander getrennt, dass das Programm nicht aufgrund von publizistischen oder wirtschaftlichen Interessen an Niveau oder Inhalt verliert.

## Empfang
Radio WAF ist im gesamten Kreis Warendorf zu hören. Man kann das Lokalradio auf den vier Frequenzen 94,7 MHz, 95,7 MHz, 96,3 MHz sowie 92,6 MHz empfangen. Zudem ist Radio WAF auch über Webradio, per Smartspeaker und über die Radio WAF App empfangbar.